# Florian Kragl
Florian Kragl (* 1979 in Salzburg) ist ein österreichischer Germanist.

## Leben
Von 1999 bis 2003 absolvierte er ein Diplomstudium Deutsche Philologie und Musikwissenschaft an der Universität Wien und von 2003 bis 2005 ein Doktoratsstudium Deutsche Philologie in Wien. Von 2001 bis 2006 hatte er diverse Projektmitarbeiterstellen (Musikwissenschaft und Germanistik, Universität Wien), u. a. an der Edition und Übersetzung der ‚Crône‘ Heinrichs von dem Türlin. Von Februar 2004 bis Juli 2005 war er DOC-Stipendiat der Österreichischen Akademie der Wissenschaften. Von März 2006 bis März 2011 war er Universitätsassistent am Institut für Germanistik der Universität Wien (freigestellt April 2008 bis März 2010). Von April 2008 bis März 2010 war er Forschungsstipendiat der Alexander von Humboldt-Stiftung an der LMU München; danach Rückkehr auf die Assistentenstelle in Wien. Nach der Habilitation am 22. April 2010 an der Universität Wien, venia docendi: „Ältere deutsche Sprache und Literatur“ lehrt er seit April 2011 als Professor für Deutsche Philologie im europäischen Kontext an der Friedrich-Alexander-Universität Erlangen-Nürnberg.
Seine Forschungsschwerpunkte sind Editionsphilologie, Poetik und Ästhetik, Erzähltheorie, Alteritätsdiskurs, New Philology, deutsche Literatur des Mittelalters und der Frühen Neuzeit: Artusroman und höfischer Roman, Heldendichtung, Mittelalterliche Lyrik, Alexanderdichtung und mittelalterliche Musik (Melodien der Minnesänger und Sangspruchdichter).

## Schriften (Auswahl)
- Die Weisheit des Fremden. Studien zur mittelalterlichen Alexandertradition. Mit einem allgemeinen Teil zur Fremdheitswahrnehmung. Berlin 2005, ISBN 978-3-03910-437-6.
- Die Geschichtlichkeit der Heldendichtung. Wien 2010, ISBN 978-3-902575-37-1.
- Heldenzeit. Interpretationen zur Dietrichepik des 13. bis 16. Jahrhunderts. Heidelberg 2013, ISBN 3-8253-6074-1.
- Gottfrieds Ironie. Sieben Kapitel über figurenpsychologischen Realismus im «Tristan». Mit einem Nachspruch zum «Rosenkavalier». Berlin 2019, ISBN 3-7574-0016-X.